# Wesley (football, 1987)
Pour les articles homonymes, voir Wesley.
Wesley Lopes Beltrame, plus connu sous le nom de Wesley, est un footballeur international brésilien né le 24 juin 1987 à Catanduva, au Brésil. Actuellement au Avaí FC, dans le Championnat brésilien, il peut jouer à plusieurs postes du milieu de terrain, dans l'axe ou sur les côtés, défensif ou offensif.

## Carrière en club
Wesley a été formé à Santos, et il est intégré dans l'équipe première en 2007. La même année, il remporte le Championnat des moins de 20 ans de São Paulo. Le 25 mars 2009, il est prêté jusqu'à la fin de la saison 2009 à l'Atlético Paranaense. 
Avec ce club, le joueur a connu l'un des plus grands moments de sa carrière durant le match face à Cianorte, lorsqu'il a inscrit un but décisif qui a permis à son équipe de remporter le Championnat du Paraná 2009. 
Wesley a aussi réalisé de bonnes performances dans le Championnat du Brésil 2009, ce qui a donné envie aux dirigeants de l'Atlético Paranaense de transférer définitivement le joueur, mais ceux-ci n'ayant pas réussi à trouver un accord, Wesley est donc retourné à Santos. 
Ce retour dans son club formateur est réussi, puisqu'il est parvenu à s'imposer comme titulaire indiscutable au milieu de terrain. Il a donc joué un grand rôle dans la conquête du Championnat de São Paulo 2010 et de la Coupe du Brésil 2010.
Lors du mercato d'été 2010, les dirigeants de Santos ont reçu une première offre du Werder Brême de 5 millions d'euros pour Wesley. Cependant, le Benfica Lisbonne est ensuite entré dans les négociations en proposant 6,5 millions d'euros. Entre les deux offres, le joueur a d'abord choisi le club portugais, même si le salaire était inférieur. Mais le Werder a fait une nouvelle offre de 7,5 millions d'euros, dont Santos avait besoin pour combler sa dette. Voulant jouer en Europe, Wesley a finalement accepté de signer un contrat de 4 ans avec le club allemand.
Le 11 septembre 2010, Wesley a joué son premier match avec le Werder Brême lors de la 3e journée de Bundesliga face au Bayern Munich (match nul 0-0). Depuis ce match, il est régulièrement titulaire avec le club allemand.

## Carrière en sélection
Le 23 septembre 2010, Wesley est convoqué par le nouveau sélectionneur brésilien Mano Menezes pour les matchs amicaux d'octobre face à l'Iran et l'Ukraine. Il fait ses débuts avec l'équipe nationale du Brésil le 7 octobre 2010 lors de la victoire 3-0 face à l'Iran au Stade Sheikh Zayed à Abu Dhabi.

## Palmarès
Atlético Paranaense
- Championnat du Paraná: 2009

Santos
- Championnat de São Paulo: 2010
- Coupe du Brésil: 2010